# Улица Карла Маркса (Челябинск)
У́лица Ка́рла Ма́ркса (до 1920 года — Исетская и Михайловская улицы) — одна из старейших улиц Челябинска, расположенная в Центральном районе города, получившая своё название в честь основоположника марксизма Карла Генриха Маркса.

## Название
Среди горожан Челябинска (а также Херсона) принято называть улицу не просто по фамилии, но и по имени Карла Маркса, что является не совсем традиционным для советской топонимики, но традиционно именно для Челябинска. Также по именам называются улицы Карла Либкнехта, Клары Цеткин, Сони Кривой, а также улицы, названные в честь пионеров-героев.

## История
Улица Челябинска, именуемая сегодня в честь Карла Маркса, является одной из старейших в городе. Восточная её часть возникла ещё в XVIII веке, когда существовала Челябинская крепость, и называлась Исетской в честь реки Исети или Исетской провинции. Исетская улица доходила до Александровской площади (ныне Алое поле) на западе. Другая, западная, часть улицы Карла Маркса, которая расположена уже за Алым полем, называлась до революции Михайловской.
1 мая 1920 года по решению исполкома Челябинского горсовета Михайловская и Исетская улицы были объединены в улицу Карла Маркса.
На улице находятся ряд дореволюционных зданий, объектов культурного наследия Российской Федерации: дом А. А. Чикина (ул. Карла Маркса, 101), дом поручика А. А. Жемчужникова (ул. Карла Маркса, 50) и др.